# The Magic of Reality: How We Know What's Really True
La Magie de la réalité : Comment la science explique le monde et ses mystères, en anglais The Magic of Reality: How We Know What's Really True est un ouvrage de vulgarisation scientifique écrit par le biologiste Richard Dawkins, et illustré par Dave McKean. Le livre parait le 15 septembre 2011 au Royaume-Uni, puis le 4 octobre 2011 aux États-Unis.
Il s'agit d'un livre scientifique réalisé sous forme d'illustrations à destination des enfants et jeunes adultes. Richard Dawkins précise que le livre est accessible aux enfants à partir d'environ 12 ans, et que les enfants moins âgés peuvent parvenir à en comprendre le contenu avec l'assistance d'un adulte.
Le livre est publié au Royaume-Uni par Bantam Press, aux États-Unis par Free Press (en) et en France par Flammarion.

## Synopsis
La plupart des chapitres commencent par de rapides historiques des mythes de la création, qui sont apparus comme des premières tentatives tentant d'expliquer l'origine de certains phénomènes observés. Ces mythes sont nés partout dans le monde, avec la religion mésopotamienne, le christianisme, le judaïsme, la mythologie aztèque, la mythologie maori, la religion en Égypte antique, la mythologie aborigène, la mythologie nordique, la religion grecque antique, les religions chinoises, la mythologie japonaise, et d'autres traditions. Le chapitre reprend les mythes contemporains tels que les récits d'enlèvement par les extraterrestres. Dawkins revisite aussi son enfance et se souvient de ses premières réflexions sur ces différents phénomènes, ainsi que des pensées exprimées par ses jeunes contemporains.
Dans le chapitre premier, Richard Dawkins explique que si les mythes et légendes sont des explications drôles pour un enfant, la réalité est elle encore plus belle que toute autre explication magique. Dans les chapitres suivants, Richard Dawkins aborde plusieurs sujets scientifiques, parmi lesques la biologie de l'évolution et la spéciation, ainsi que des phénomènes physiques tels que la théorie atomique, l'optique, le déplacement des planètes, la gravitation, l'évolution stellaire, la spectroscopie, la tectonique des plaques, et les spéculations sur l'exobiologie. Dawkins admet que sa compréhension de la mécanique quantique est limitée et ne s'aventure pas de façon poussée dans les explications sur ce sujet.
Les deux derniers chapitres sont consacrés à la théorie du chaos, à la psychologie humaine et aux soi-disant miracles comme ceux de la Vierge de Fatima et des Fées de Cottingley. Richard Dawkins y reprend l'argument du philosophe David Hume selon lequel un miracle ne peut être sérieusement accepté que s'il est possible d'écarter complètement la thèse du mensonge ou de l'erreur de la part du témoin du prétendu miracle. Dawkins poursuit sa réflexion en indiquant que les miracles apparaissant dans les livres sacrés ne sont pas exempts d'une telle démonstration.

## Réception
Tim Radford, dans une critique du journal Guardian, décrit le livre comme « prodigieusement bien illustré et bien pensé », et dont le contenu est « une distillation de ce que Dawkins a écrit et argumenté depuis la publication du Gène égoïste ... La force du livre vient du fait qu'il maitrise son sujet. La faiblesse de l'ouvrage est – pour un « public familial » – qu'il laisse volontairement de côté son vocabulaire et les critiques qui ont fait sa réputation pour laisser place à une imagerie exubérante ».
Le New Scientist collecte quant à lui les impressions d'Andy Coghlan et de ses enfants Phoebe, âgée de 20 ans, et Callum, âgé de 13 ans. Coghlan décrit le livre comme un « succès triomphal » mais aurait aimé que Dawkins y ajoute un chapitre intitulé « Pourquoi les gens font du mal à d'autres personnes ? » en précisant que « le livre fournit une opportunité en or pour Dawkins de poser la question de comment nous pouvons évoluer pour traiter notre prochain de façon plus civilisée. Malheureusement, il n'a pas pris la dimension de cela ». Andy Coghlan soutient la vision de Dawkins « encourageant les lecteurs à être renversés par la beauté fantastique de la réalité - un sentiment que je soutiens à fond. Trop peu d'entre nous se réveillent chaque jour en réalisant à quel point il est étonnant à la fois d'être en vie, mais aussi d'être conscient d'être en vie ». Sa fille Phoebe a aimé le livre, et elle écrit « Je n'arrivais plus à poser le livre. Je me sentais heureuse d'apprendre de nouvelles choses excitantes et d'avoir des confirmations de ce que je savais déjà. Ce n'était pas répétitif par rapport aux cours d'école... Le plus grand avantage du livre est certainement de donner vie à la science. Les illustrations vivantes renforcent ce sentiment, de même que les types de police de caractères utilisés... Le style est familier, et le ton est léger et détendu ». Le fils, Callum, qui est dans la tranche d'âge pour laquelle le livre a été rédigé, dit qu'il n'a pas besoin d'être persuadé des limites de la réalité, et écrit « Les miracles n'existent pas. C'est aussi simple que cela. Le livre The Magic of Reality n'a pas changé mon point de vue sur la question ».

## Historique des publications
- 2011, Royaume-Uni, Bantam Press, 15 septembre 2011, 272 pages,  (ISBN 978-0-593-06612-6)
- 2011, États-Unis, Free Press, 4 octobre 2011, 272 pages,  (ISBN 978-1-439-19281-8)
- 2011, sur Audiobook, narration par Richard Dawkins et Lalla Ward, 16 septembre 2011,  (ISBN 978-1-846-57282-1)[6]
- 2011, sur iPad, l'application contenant des animations réalisées par Dave McKean, 23 septembre 2011[7]